# 카파스 PFK
카파스 PFK(아제르바이잔어: Kəpəz PFK)는 간자를 연고로 하는 아제르바이잔의 축구 클럽이다. 현재는 아제르바이잔 프리미어리그에 참가하고 있다.

## 성적
- 아제르바이잔 프리미어리그 우승 3회 (1994-95, 1997-98, 1998-99)
- 아제르바이잔 컵 우승 4회 (1993-94, 1996-97, 1997-98, 1999-2000)

## 선수 명단

### 현역
참고: FIFA 자격 규정에 따라 소속된 국가대표팀 국기를 표시합니다. 선수는 복수의 FIFA 비회원국 국적을 가지고 있을 수 있습니다.
| 번호 | 포지션 | 국적 | 이름 |
| ---- | ------ | ---- | ---- |

| 번호 | 포지션 | 국적 | 이름 |
| ---- | ------ | ---- | ---- |

## 역대 감독
| 감독                | 임기 |
| ------------------- | ---- |
| 아나톨리 바니솁스키 | 1988 |